# Uliana Semiónova
Uliana Lariónovna Semiónova (en ruso: Ульяна Ларионовна Семёнова; en letón: Uļjana Semjonova; n. 9 de marzo de 1952 en Medumi, Daugavpils, Letonia) es una exbaloncestista letona que compitió por la Unión Soviética. Tiene una altura de 2,13 m y un 56 de pie.
Uliana sufría de acromegalia, provocada por el exceso de una hormona del crecimiento denominada somatotropa.

## Trayectoria
Tuvo una exitosa carrera deportiva, con dos oros olímpicos (Montreal ’76 y Moscú ’80), tres mundiales y 10 Eurobasket consecutivos con el combinado nacional.
Jugó la temporada 1987-88 en la Liga Femenina de Baloncesto de España con el Tintoretto Getafe, quedando subcampeona. 
En 1976, recibió la Orden de la Bandera Roja del Trabajo.

## Palmarés a nivel clubes
- Euroliga femenina: 11
Daugawa Riga: 1968, 1969, 1970, 1971, 1972, 1973, 1974, 1975, 1977, 1981, 1982
- Copa Ronchetti: 1
Daugawa Riga: 1987
- Liga soviética: 15
Daugawa Riga: 1968, 1969, 1970, 1971, 1972, 1973, 1975, 1976, 1977, 1979, 1980, 1981, 1982, 1983, 1984